# Emund di Svezia
Emund il Vecchio (inizio anni 1000 – 1060) fu re di Svezia dal 1050 al 1060.

## Biografia
Figlio di Olof il Tesoriere e fratellastro di Anund Jacob, deve il suo soprannome " il Vecchio" dal fatto che il suo regno termino all'età di 50 anni.
Insieme al re di Danimarca Sweyn Estridsson, Emund sottoscrisse il primo trattato di frontiera tra la Danimarca e la Svezia.
Emund fu l'ultimo re della linea dinastica principale della Dinastia di Munsö. Il Gesta Hammaburgensis Ecclesiae Pontificum di Adamo di Brema riporta che suo figlio morì mentre conduceva un attacco alla Terra Feminarum (la Terra delle femmine, probabilmente una mistraduzione di Kænland, regione individuabile con l'odierna Norrbotten o con l'Ostrobotnia), attacco conclusosi con la sconfitta delle forze svedesi.
Non avendo più discendenti maschi, Emund succedette suo genero, Stenkil di Svezia, già jarl del Västergötland.
La Hervarar saga riporta che Emund fu re solo per breve tempo:
| Eymundr hét annarr sonr Óláfs sænska, er konungdóm tók eptir bróður sinn. Um hans daga heldu Svíar illa kristnina. Eymundr var litla hríð konungr. | Olof Skötkonung ebbe un altro figlio di nome Emund, che salì al trono dopo suo fratello. In quei giorni gli svedesi rifiutavano la religione cristiana, ma fu re solo per poco tempo. |  |

## Ascendenza
|                    |   |                        | Genitori             |  |  | Nonni |  |  | Bisnonni            |  |  | Trisnonni      |  |
|                    |   |                        |                      |  |  |       |  |  | Björn III di Svezia |  |  | Erik Anundsson |  |
|                    |   |                        |                      |  |  |       |  |  | Björn III di Svezia |  |  | Erik Anundsson |  |
|                    |   | …                      |                      |  |  |       |  |  | Björn III di Svezia |  |  |                |  |
| Eric il Vittorioso |   |                        |                      |  |  |       |  |  | Björn III di Svezia |  |  |                |  |
|                    |   | …                      | …                    |  |  |       |  |  |                     |  |  |                |  |
|                    |   | …                      | …                    |  |  |       |  |  |                     |  |  |                |  |
|                    |   | …                      | …                    |  |  |       |  |  |                     |  |  |                |  |
| Olof III di Svezia |   | …                      |                      |  |  |       |  |  |                     |  |  |                |  |
|                    |   | Miecislao I di Polonia | Siemomysł            |  |  |       |  |  |                     |  |  |                |  |
|                    |   | Miecislao I di Polonia | Siemomysł            |  |  |       |  |  |                     |  |  |                |  |
|                    |   | Miecislao I di Polonia | …                    |  |  |       |  |  |                     |  |  |                |  |
| Sigrid la Superba  |   | Miecislao I di Polonia |                      |  |  |       |  |  |                     |  |  |                |  |
|                    |   | Dubrawka               | Boleslao I di Boemia |  |  |       |  |  |                     |  |  |                |  |
|                    |   | Dubrawka               | Boleslao I di Boemia |  |  |       |  |  |                     |  |  |                |  |
|                    |   | Dubrawka               | Biagota              |  |  |       |  |  |                     |  |  |                |  |
| Emund di Svezia    |   | Dubrawka               |                      |  |  |       |  |  |                     |  |  |                |  |
|                    | … | …                      |                      |  |  |       |  |  |                     |  |  |                |  |
|                    | … | …                      |                      |  |  |       |  |  |                     |  |  |                |  |
|                    | … | …                      |                      |  |  |       |  |  |                     |  |  |                |  |
| …                  | … |                        |                      |  |  |       |  |  |                     |  |  |                |  |
|                    |   | …                      | …                    |  |  |       |  |  |                     |  |  |                |  |
|                    |   | …                      | …                    |  |  |       |  |  |                     |  |  |                |  |
|                    |   | …                      | …                    |  |  |       |  |  |                     |  |  |                |  |
| Edla di Venden     |   | …                      |                      |  |  |       |  |  |                     |  |  |                |  |
|                    |   | …                      | …                    |  |  |       |  |  |                     |  |  |                |  |
|                    |   | …                      | …                    |  |  |       |  |  |                     |  |  |                |  |
|                    |   | …                      | …                    |  |  |       |  |  |                     |  |  |                |  |
| …                  |   | …                      |                      |  |  |       |  |  |                     |  |  |                |  |
|                    |   | …                      | …                    |  |  |       |  |  |                     |  |  |                |  |
|                    |   | …                      | …                    |  |  |       |  |  |                     |  |  |                |  |
|                    |   | …                      | …                    |  |  |       |  |  |                     |  |  |                |  |
|                    |   | …                      |                      |  |  |       |  |  |                     |  |  |                |  |